# Hébergement de nom de domaine
L’hébergement de nom de domaine consiste à fournir les services des serveurs DNS requis pour assurer la publication d’un nom de domaine sur Internet.

## Registrar
La plupart des registrars proposent la possibilité de fournir les serveurs DNS, mais pas tous. Au moment de l’enregistrement, il est possible qu’un registrar demande les adresses IP des serveurs DNS requis pour l’enregistrement (deux serveurs de noms au minimum), sans en proposer.

## Hébergeur Web
Le propriétaire d’un nom de domaine va donc souvent se tourner vers son hébergeur web ou créateur de site web, qui propose très souvent de fournir les deux prestations (hébergement Web et nom de domaine). Mais il peut alors être plus difficile de changer son hébergeur web, une fois qu’il assure également la gestion DNS.

## Alternative
Il existe pourtant une troisième alternative, surtout si vous êtes amené à devoir gérer plusieurs noms de domaines, l’utilisation de sociétés spécialisées dans l’hébergement de nom de domaine. Elles fournissent en général de base les avantages suivants : 
- un portail web de gestion centralisé pour tous les noms de domaines,
- des services de rappels d’échéances et/ou d’auto-prolongation des noms de domaines,
- plus de deux serveurs DNS, situés chez de multiples opérateurs Internet, dispersés à travers le globe (au lieu de deux serveurs fragilisés car situés sur le même sous-réseau IP),
- des redirections de courriers électroniques,
- des redirections web,
- des fonctions DNS avancées pour gérer des CNAME, MX (MX record) ou autres éléments techniques propres aux serveurs DNS.

Ces hébergeurs de noms de domaines, agissent systématiquement comme registrar ou plus exactement et généralement, comme “sous-registrar”. Le plus simple et le plus efficace est de les utiliser pour réserver un domaine.